# Homosexual Law Reform Society
La  Homosexual Law Reform Society (Sociedad para la reforma de la ley homosexual) fue una organización homófila que luchó por los derechos del colectivo LGBT en el Reino Unido, haciendo campaña para que se cambiara la ley que penalizaba las relaciones homosexuales masculinas.

## Contexto histórico y fundación
Desde 1861 la homosexualidad masculina era un delito en el Reino Unido condenado con una serie de penas que iban desde multas a penas de prisión que podían llegar hasta la cadena perpetua. En 1954 el gobierno del partido conservador creó un comité del ministerio del interior para hacer un estudio de la legislación británica en lo relativo a la homosexualidad, y la prostitución. El informe que emitió el comité, conocido como informe Wolfenden, publicado el  3 de septiembre de 1957 recomendó que se dejara de considerar delito las relaciones homosexuales consentidas entre adultos.
La polémica que generó la publicación y la correspondencia que se produjo entre varias personas a favor del informe Wolfeden ayudaron a la fundación de la Homosexual Law Reform Society (HLRS)  el 12 de mayo de 1958, entre los miembros se encontraban Victor Gollancz, Stephen Spender, y el parlamentario Kenneth Younger. La mayoría de los fundadores no eran homosexuales. El profesor A. J. Ayer que fue presidente del HLRS durante un tiempo remarcó que como él era heterosexual no se le podría acusar de actuar en su propio beneficio.
Se publicaron anuncios invitando a personas que apoyaran el informe a que se unieran a la organización lo que permitió nuevas incorporaciones como Tony Dyson, Antony Grey, el empresario Nigel Bryant y el arquitecto Duncan Wright.
En mayo de 1958 fundaron la organización benéfica Albany Trust.
En octubre de 1958 la Albany Trust abrió una oficina y el HLRS usó sus instalaciones para sus labores de campaña.
Se mandó un panfleto titulado Homosexuales y la ley a los miembros del parlamento antes del primer debate sobre el informe Wolfenden.
El primer debate parlamentario lo inició el 4 de diciembre de 1957  Frank Pakenham (Baron Pakenham, posteriormente conocido como Lord Longford). Quedó claro que aunque el gobierno había encargado el informe no tenía intención de llevar a cabo ninguna reforma de la Ley. El Lord Canciller, el vizconde Kilmuir, había dicho "No voy a pasar a la historia como el hombre que hizo legal la sodomía."

## Campaña
El 12 de mayo de 1960 alrededor de mil personas asistieron a la primera concentración pública del HLRS en Caxton Hall en el centro de Londres.
En 1962 Antony Grey se convirtió en el secretario general del HLRS. En la primavera de 1963 se completó el nombramiento. Fue cuestionado que fuera apropiado su nombramiento ya que se trataba de un hombre gay que estaba viviendo con otro hombre y preocupaba que al llamar la atención pudiera ser objeto de la presión policial que se estaba intentando combatir.
El periodo en el que el HLRS fue más activo fue durante la campaña que hizo posible la aprobación de la ley Sexual Offences Act 1967 y colaboró con organizaciones de otros lugares por ejemplo asesoró y apoyó a la Dorian Society de Nueva Zelanda. Aunque otras organizaciones (en particular la Campaign for Homosexual Equality y el Gay Liberation Front) consideraron que la nueva ley era insuficiente, debido a las condiciones de las propuestas del informe Wolfenden, y acusaron al HLRS/Albany Trust de conformismo y ser un grupo del "Tio Tom".
En marzo del 1970 el HLRS se convirtió en el  Sexual Law Reform Society (SLRS) para hacer campaña por otros cambios legales, especialmente en lo relativo a la edad de consentimiento sexual. Y en 1974 presentaron un informe para el comité de revisión de la ley penal para que la edad de consentimiento de los homosexuales, establecida en 21 años, fuera rebajada.